# Abia (Mythologie)
Abia (altgriechisch Ἀβία Abía) ist in der griechischen Mythologie die Amme des Herakleiden Glenos, eines Sohnes des Herakles und der Deianeira.
Nachdem Hyllos, der Anführer der Dorer während der dorischen Wanderung und Bruder des Glenos, aus dem Peloponnes zurückgeworfen wird, flüchtet sich Abia in die seit Homer als Ira (Ἰρή Irḗ) bekannte Stadt in Messenien und errichtet dort ein Heiligtum für Herakles.
Nach der Einnahme des Peloponnes durch die Dorer wird die Stadt von Kresphontes der Abia zu Ehren in Abia umbenannt. Die Stadt bildete später die Grenze zwischen Messenien und Lakonien.

## Nachweise
1. ↑  Homer, Ilias 9,150
2. ↑  Pausanias 4,30,1